# Ducado de Rivas
El ducado de Rivas es un título nobiliario español, de Castilla y con grandeza de España.
Fue creado por el rey Carlos IV, con grandeza de 2.ª clase y con la denominación original de duque de Rivas de Saavedra, mediante real decreto de 21 de abril de 1792 y real despacho de 22 de junio de 1793.
El concesionario fue Juan Martín Pérez de Saavedra y Ramírez, VI marqués de Rivas de Saavedra y IV del Villar, gentilhombre de Cámara de dicho rey con ejercicio y servidumbre y caballerizo mayor del príncipe de Asturias, condecorado con la gran cruz pensionada de la Orden de Carlos III.
Este título se creó por conversión en ducado del marquesado de Rivas de Saavedra, que había sido otorgado por el rey Felipe IV en favor del maestre de campo José Ramírez de Saavedra y Ulloa, con la denominación original de marqués de Rivas y el vizcondado previo de Rivas, mediante real decreto de 4 de mayo de 1637 y real despacho de 25 de julio de 1641. Los poseedores de la merced primitiva figuran indistintamente como marqueses de Rivas o de Ribas, conforme a la indeterminación ortográfica que era habitual antes del siglo XIX, y con o sin el apellido de Saavedra añadido a la denominación original.
El concesionario del marquesado fue señor de Rivas de Jarama, caballero de la Orden de Santiago y alcaide de la fortaleza de los Bodonales en la de Alcántara, maestre de campo del ejército de Flandes, donde obtuvo resonantres victorias, capitán general de la Artillería de Aragón y 6.º poseedor de la casa de Rivas. Este mayorazgo había sido fundado en 1500 por Francisco Ramírez de Madrid, el Artillero, su 4.º abuelo, primer señor de Bornos, capitán general de la Artillería de Castilla, secretario del rey Fernando el Católico, alcaide de los Reales Alcázares de Sevilla y ministro de los Reales Consejos de Estado y Guerra.
El rey Carlos IV había concedido «honores y tratamiento de grande de España» al IV marqués, por real decreto de 12 de noviembre de 1789 y real despacho de 21 de noviembre de 1792, un año antes de crearle grande y duque.
La reina Isabel II promovió a esta casa a la 1.ª clase de los grandes de España por real decreto dado probablemente en 1844 y real despacho de 6 de septiembre de 1850, para más honrar al III duque: Ángel Pérez de Saavedra Ramírez y Remírez de Baquedano, destacado poeta y dramaturgo, que era por entonces su embajador en Nápoles. Este duque fue también diputado a Cortes, senador y prócer del Reino, varias veces ministro de la Corona, presidente del Consejo de Ministros y del Consejo de Estado, director de la Real Academia Española y académico también de la Historia, caballero de las Órdenes del Toisón de Oro, Santiago y Malta y gran cruz de la de Carlos III. Figuró todavía con la denominación oficial de duque de Rivas de Saavedra, que después de sus días quedó definitivamente abreviada en la forma actual.
El marquesado y el ducado de Rivas tomaban denominación de la villa de Rivas de Jarama, que era de señorío del primer marqués desde 1628. Este antiguo municipio, situado al sudeste de la corte de Madrid y separado de ella por el de Vallecas, está hoy integrado en el de Rivas-Vaciamadrid, y ya es limítrofe de la villa capital por haberse agregado a ella la de Vallecas. Los marqueses de Rivas fueron señores de Rivas de Jarama hasta 1692, cuando la jurisdicción fue incorporada a la Corona.
En 1701 el rey Felipe V volvió a conceder dicho señorío jurisdiccional a Antonio de Ubilla y Medina, y dos años después le creó marqués de Rivas de Jarama pese a que ya existía otro marquesado sobre la misma villa. Francisco Ramírez de Saavedra, II marqués de Rivas a la sazón, y su hijo Lorenzo, que le sucedió en la casa, movieron varios pleitos demandando la revocación de la nueva merced, que se prolongaron durante bastantes años. Hasta que el rey Carlos IV resolvió el litigio elevando a grandeza y a ducado el más antiguo de los marquesados homónimos.

## Lista de marqueses y duques de Rivas
|                                                                    | Titular                                                            | Periodo                                                            |
| Marqueses de Rivas o de Rivas de Saavedra (creación por Felipe IV) | Marqueses de Rivas o de Rivas de Saavedra (creación por Felipe IV) | Marqueses de Rivas o de Rivas de Saavedra (creación por Felipe IV) |
| ------------------------------------------------------------------ | ------------------------------------------------------------------ | ------------------------------------------------------------------ |
| I                                                                  | José Ramírez de Saavedra y Ulloa                                   | 1641-1662                                                          |
| II                                                                 | Francisco Ramírez de Saavedra y Agramont                           | 1662-c.1720                                                        |
| III                                                                | Lorenzo Ramírez de Saavedra y Sarmiento                            | c.1720-c.1730                                                      |
| IV                                                                 | Mariana Ramírez de Saavedra                                        | c.1730-1737                                                        |
| V                                                                  | Antonia Pérez de Saavedra y Ramírez                                | 1737-c.1770                                                        |
| VI                                                                 | Juan Martín Pérez de Saavedra y Ramírez                            | c.1770-1793                                                        |
| Duques de Rivas de Saavedra (creación por Carlos IV)               |                                                                    |                                                                    |
| I                                                                  | Juan Martín Pérez de Saavedra y Ramírez                            | 1793-1802                                                          |
| II                                                                 | Juan Remigio Pérez de Saavedra Ramírez y Remírez de Baquedano      | >1802-1834                                                         |
| III                                                                | Ángel Pérez de Saavedra Ramírez y Remírez de Baquedano             | 1834-1865                                                          |
| Duques de Rivas (denominación abreviada por Isabel II)             |                                                                    |                                                                    |
| IV                                                                 | Enrique Ramírez de Saavedra y Cueto                                | 1866-1914                                                          |
| V                                                                  | María del Consuelo Ramírez de Saavedra y Anduaga                   | 1915-1972                                                          |
| VI                                                                 | José Victoriano Sainz y Ramírez de Saavedra                        | 1972-2005                                                          |
| VII                                                                | José Sainz y Armada                                                | 2005-hoy                                                           |

## Historia genealógica

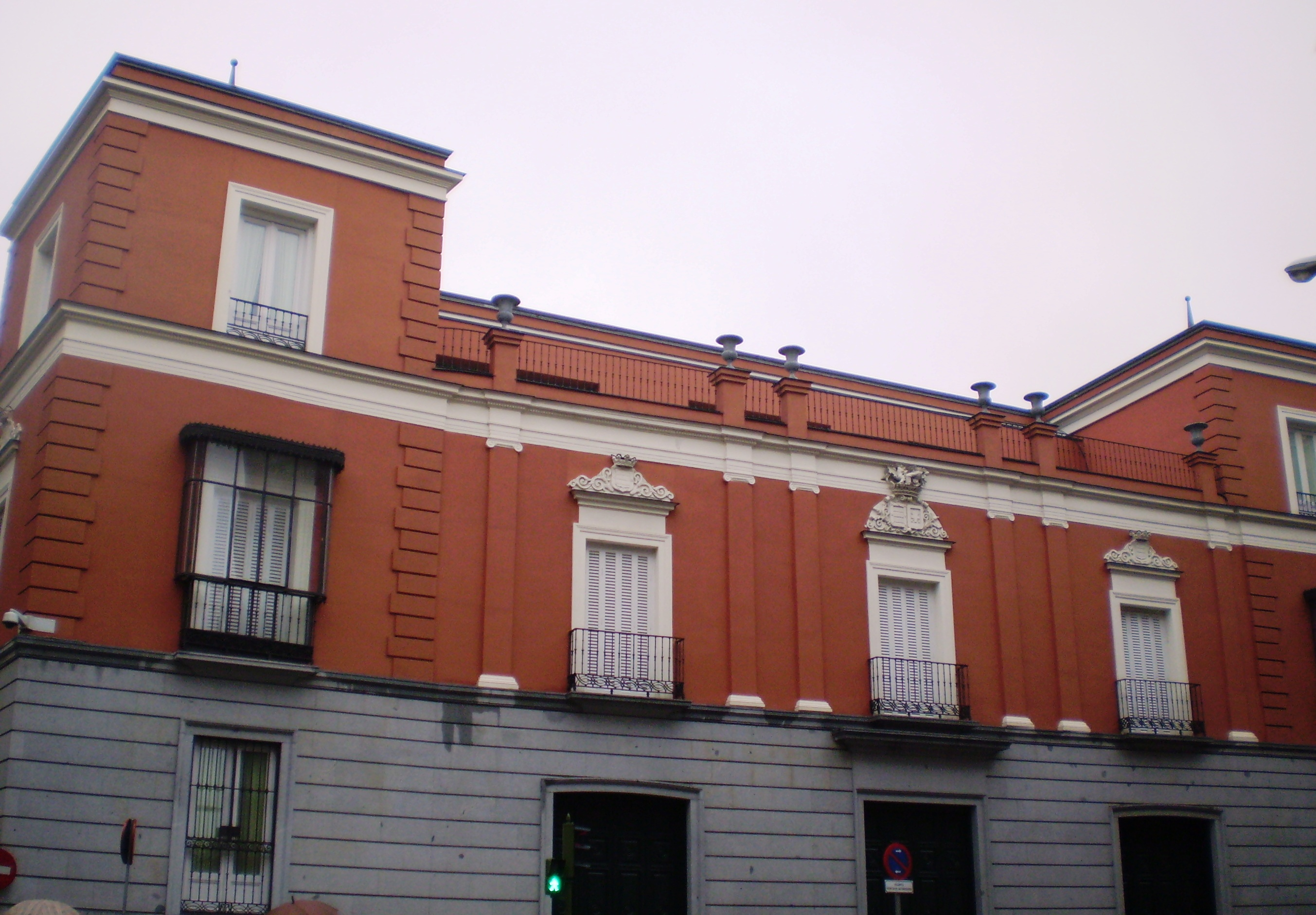
El palacio de los Duques de Rivas se encuentra en el barrio de los Austrias de la villa y corte de Madrid, haciendo esquina entre las calles Duque de Rivas y Concepción Jerónima. Hoy se le llama Palacio de Viana (por el título de marqués de su último dueño hereditario, nieto del III duque de Rivas) y es la residencia oficial y de representación de los ministros de Asuntos Exteriores de España. A principios del siglo XVI Beatriz Galindo, la Latina, viuda del general Ramírez de Madrid, edificó esta casa para su habitación en las cercanías del convento de la Concepción Jerónima, fundado también por ella. Tanto el palacio como el patronato de dicho convento quedaron agregados al mayorazgo fundado en 1500 por su difunto marido en favor de Nuflo Ramírez, hijo segundogénito del matrimonio, y que comprendía otra casa principal y mucha hacienda en la villa de Rivas de Jarama, cerca de la corte. La propiedad se sucedió en la descendencia de la fundadora durante más de cuatro siglos.

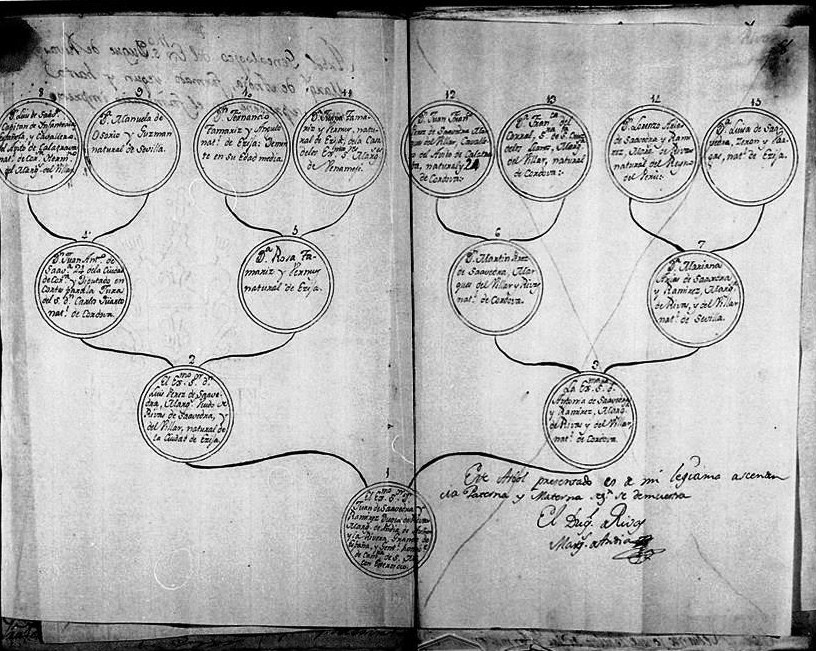
Árbol de costados de Juan Martín Pérez de Saavedra y Ramírez, I duque de Rivas, presentado para solicitar su ingreso en la Orden de Carlos III e inserto en cabeza de su expediente de pruebas de nobleza. Junto a la casilla del pretendiente figura una diligencia autógrafa suya que dice: «Este Árbol presentado es de mi legítima ascendencia Paterna y Materna, que se demuestra. El Duque de Rivas, Marqués de Andía [rubricado]».

### La casa de Ramírez en Rivas de Jarama
El mayorazgo de Rivas fue fundado en 1500 por

• Francisco Ramírez el Artillero (c.1445-1501), primer señor de Bornos, regidor de la ciudad de Toledo, capitán general de la Artillería de Castilla, secretario del rey Fernando el Católico, alcaide de los Reales Alcázares de Sevilla y ministro de los Reales Consejos de Estado y Guerra.

Casó dos veces: primera en Madrid año de 1473 con Isabel de Oviedo (c.1450-1484), a quien sus padres mandaron en dote 80.000 maravedís situados sobre diversos predios en los alrededores de la corte, por carta dotal del 5 de mayo de dicho año. Esta señora nació en Madrid hacia 1450 y murió en diciembre de 1484. Era hija de Juan Alfonso de Oviedo, escribano de dicha villa, que finó en 1480, y de Mari Álvarez de Hoz, su mujer, que pereció en 1488 durante una epidemia de peste.

Y en diciembre de 1491 volvió a casar con Beatriz Galindo, la Latina (c.1465-1535), camarera mayor de la reina Isabel la Católica y su maestra de latín, que vio la luz en Salamanca unos veinte años después que él y falleció viuda en Madrid el 23 de noviembre de 1535. Era hermana de Gaspar de Gricio, que por su valimiento fue nombrado secretario del príncipe Juan y después lo fue de la reina Isabel. Parece que la varonía de esta señora era Gricio, linaje hidalgo del reino de León, y que por algún costado provenía de los Galindos de la ciudad de Écija. Fundó en la corte el hospital de la Latina y los conventos de la Concepción Francisca y la Concepción Jerónima, donde fue enterrada con su marido.

De su primer matrimonio quedaron seis hijos:
1. Juan Ramírez de Oreña (c.1475-c.1545), primogénito, contino de la Real Casa, que casó «contra la voluntad de su padre» con Leonor de Almeida, hija de un veinticuatro de Granada, la cual siendo viuda entró en 1548 como beata en el Hospital de la Latina, fundado por su suegrastra. Con posteridad.[16]
2. Francisco Ramírez, paje del príncipe Juan, que murió mozo a las afueras de Madrid, al ahogarse en el río Manzanares junto al Puente de Toledo.[17]
3. Fray Antonio de Oviedo, dominico profeso en San Esteban de Salamanca y catedrático de esta Universidad, aunque estudió en la Sorbona.
4. Sor Isabel de Oviedo, a quien su padre mandó en dote 12.000 maravedís de renta anual para que entrase monja dominica en el convento de la Madre de Dios de Sevilla. Era menor de 25 años de edad en 1493, al partirse la herencia de su madre, por lo que se le nombró un curador ad litem.[18][19]
5. María de Oviedo, que casó con Juan Gaitán (c.1470-1523), comendador santiaguista, patrono y portero mayor del convento de la Trinidad de Toledo, caballero hazañoso y muy apreciado por su suegro el Artillero. Combatió en la Guerra de Granada y gozó de mucha privanza en la corte de los Reyes Católicos como contino, trinchante del príncipe Juan y acompañante de la princesa Juana en su viaje a Flandes de 1496. Después fue corregidor de Málaga en dos periodos, pero tras la llegada de Carlos I se vio relegado, y en 1520 se unió al levantamiento comunero, señalándose en esta guerra como uno de los principales cabecillas toledanos junto con su hermano Gonzalo, regidor de la ciudad.[20] Era hijo y sucesor en la casa de Gonzalo Gaitán y de Isabel de Guzmán, su segunda mujer; nieto de Pedro Pantoja y de Leonor Núñez de Rivadeneira, y biznieto de Gonzalo Díaz Pantoja (†1415), adelantado de Cazorla, y de Juana Gaitán, su mujer, que era hija de Lope Fernández Gaitán, portero mayor de dicho convento.[21] Sus descendientes, por un posterior entronque Ayala, se apellidaron Gaitán de Ayala, y fueron condes de Villafranca de Gaitán.
6. Y Catalina de Oviedo, a quien su padre mandó en dote 150.000 maravedís. Casó en 1501 con Antonio de Aguilar, mayorazgo y regidor de Écija,[22] hijo y sucesor de Tello González de Aguilar, alcalde y alguacil mayor de la misma ciudad y alcaide de su fortaleza, y de Gregoria de Zayas, su mujer. Con posteridad.[23]

Y de su segunda mujer tuvo otros dos hijos varones en quienes fundó sendos mayorazgos, con facultad Real, por su testamento de 1500:
7. Hernán o Fernando Ramírez Galindo (c.1492-c.1540), II señor de Bornos, paje del príncipe Juan.[24] Casó con Teresa de Haro y Castilla, señora de las villas de Sorbas y Lubrín en la actual provincia de Almería, hija de Pedro Lasso de Castilla y de Aldonza de Haro y Ayala, su mujer, de los señores de Busto, Sorbas, Lubrín y Villar del Saz de Don Guillén. Con sucesión en los condes de Bornos, que por este entronque se apellidaron Ramírez de Haro.
8. Y Nuflo Ramírez Galindo, que sigue.

El primer poseedor de la casa de Rivas fue el menor de sus hijos:

• Nuflo Ramírez Galindo. Poseyó el mayorazgo que le fundó su padre con asiento en la villa de Rivas de Jarama, y al que quedaron agregados el patronato del Convento de la Concepción Jerónima de Madrid y el palacio que edificó la Latina en sus inmediaciones.

Casó con Mencía de Cárdenas, hija de Garci López de Cárdenas, comendador de Monreal y trece de la Orden de Santiago, y de Juana de Castilla, su mujer; nieta de Pedro Zapata de Cárdenas, comendador de Montemolín y de Hornachos y también trece de dicha Orden, y de Mencía de la Torre, dama de la princesa Juana, y materna de Pedro de Castilla (hijo ilegítimo del obispo de igual nombre y biznieto del rey Pedro el Cruel), y de Catalina Lasso de la Vega, su mujer, de los señores de Mondéjar (que había estado casada con el primer duque de Medinaceli). Fueron padres de
1. García Ramírez de Cárdenas, que sigue,
2. Juan Zapata de Cárdenas, natural de Madrid, que fue colegial del Mayor de Cuenca en Salamanca, consejero de Castilla, oidor y presidente de la Real Chancillería de Valladolid y obispo de Palencia desde 1569 hasta su muerte, ocurrida en esta ciudad año de 1577. Tuvo por tanto la dignidad de conde de Pernía, aneja a dicha mitra. Su cuerpo fue trasladado a Madrid y enterrado en la capilla mayor de la conventual de la Concepción Jerónima, patronato de sus padres y fundación de su abuela. Entre otras obras pías, fundó un hospital para convalecientes en Valladolid, y en su Catedral de Palencia instituyó una solemnísima memoria de la Trinidad, dotada con mil maravedís de renta.[28]
3. Beatriz de Castilla, que casó en Medina del Campo con Ventura Beltrán, hijo del doctor Diego Beltrán, consejero del Emperador en los de Castilla e Indias, y de Ana de Mella, su mujer. De estos fue unigénita
María de Castilla, que casó con Francisco de Dueñas Hormaza, regidor de Medina del Campo, hijo del cambista Rodrigo de Dueñas, del Consejo de Hacienda del Emperador, y de Catalina Cuadrado su mujer, fundadores del Monasterio de las Recogidas y del Colegio de Jesuitas de dicha villa. De quienes procedieron los señores de Hornillos.[29][30]

El segundo poseedor fue su hijo

• García Ramírez de Cárdenas, natural de Madrid. Casó con Ana de Mendoza, que fue aya del futuro rey Felipe III. Esta señora tuvo por hermanos, entre otros muchos, a Lorenzo Suárez de Mendoza (1518-1583), IV conde de Coruña, virrey de Nueva España, y al general, embajador y escritor Bernardino de Mendoza (c.1535-1604), naturales ambos de Guadalajara. Era hija del magnífico señor Alonso Suárez de Mendoza, III conde de Coruña y vizconde de Torija, natural también de Guadalajara, y de Juana Jiménez de Cisneros, su mujer, que lo era de Madrid. Su madre era sobrina carnal del cardenal Cisneros, quien la dotó con catorce cuentos de maravedís para casarla con el conde, a quien instituyó patrono del Colegio Mayor de San Ildefonso que fundó en Alcalá. Tuvieron por hijas a
1. Beatriz Ramírez de Mendoza, que sigue, y a
2. Mariana de Mendoza, que fue la segunda mujer de Pedro Portocarrero y Córdoba, V conde de Medellín, caballero de Santiago, mayordomo del rey Felipe III. Había estado casado con Juana Portocarrero, su sobrina; y tras enviudar de Mariana contrajo terceras nupcias con Ana de Córdoba y Cardona, hija de los condes de Prades y nieta de los duques de Segorbe y de Cardona. Hijo de Rodrigo Portocarrero y Osorio, IV conde de Medellín, y de Juana Pacheco de Córdoba, su mujer, de los marqueses de Comares. La casa siguió en la descendencia del tercer matrimonio del conde.[33]

La tercera poseedora fue su hija

• Beatriz Ramírez de Mendoza (c.1556-1626), señora de la casa de Rivas, dama de la reina Ana de Austria. Tras enviudar se entregó a las obras de caridad y religión y fundó cuatro conventos. En 1593, viviendo aún su marido, promovió la reforma del de carmelitas descalzas de Alcalá de Henares según el espíritu teresiano, cuya regla había abrazado. Después emprendió la reforma de la Orden de la Merced, fundando tres conventos de estos frailes en el año 1603, todos recoletos y descalzos: el del Castellar, el del Viso del Alcor, ambas villas de su marido, y el de Santa Cecilia de Rivas de Jarama, que edificó junto a la casa de su mayorazgo. Y entre 1604 y 1607 fundó el convento del Corpus Christi de Madrid, de monjas jerónimas descalzas, después llamado de las Carboneras, donde profesó con el nombre de sor Beatriz de las Llagas.

Casó en 1584 con Hernandarias (o Fernando Arias) de Saavedra (1553-1595), IV conde del Castellar, señor del Viso del Alcor y otros vasallos. Este señor estaba viudo y sin prole, había nacido en... y era hijo de Juan Arias de Saavedra, III conde del Castellar, y de Ana de Zúñiga y Avellaneda, su mujer; nieto de otro Hernandarias de Saavedra, II conde del Castellar, y de Teresa de Arellano y Zúñiga, de los condes de Aguilar de Inestrillas, y materno de Francisco de Zúñiga y Avellaneda, III conde de Miranda del Castañar, y de María Enríquez de Cárdenas, de los señores de Maqueda. Fueron sus hijos:
1. Ana de Zúñiga (1585-1596), que murió de edad de once años,
2. Ana de Mendoza (n.1586), que también debió de morir niña,
3. Sor Juana del Corpus Christi (n.1587), monja jerónima, que desde 1607 fue la primera abadesa del Convento de las Carboneras de Madrid, fundado por su madre.
4. Beatriz (n.1590),
5. Gaspar Juan Arias de Saavedra (1592-1622),[40] V conde del Castellar, señor del Viso. Casó con Francisca de Ulloa Sarmiento y Saavedra, su prima carnal, que en 1625 volvió a casar con Francisco Dávila y Guzmán, IV marqués de Loriana y I de la Puebla de San Bartolomé, de quien también tuvo prole.[41] Francisca era hermana entera e inmediata sucesora de Diego Pardo Tavera de Ulloa, II marqués de Malagón y II conde de Villalonso, mariscal de Castilla, e hija de Juan Gaspar de Ulloa Sarmiento y Osorio, primer conde de Villalonso, y de Teresa de Saavedra y Zúñiga, su mujer, que era hermana de Fernando, el padre de Gaspar. Dejaron cinco hijos:
  1. Hernandarias de Saavedra (1611-1651), VI conde del Castellar y III de Villalonso, III marqués de Malagón, señor del Viso y Paracuellos, alfaqueque mayor de Castilla. Casó con Catalina de Acevedo, hija de Rodrigo Enríquez de Cabrera, de los almirantes de Castilla, y de Francisca de Valdés Osorio y Acevedo, primera marquesa de Valdunquillo y II de Mirallo. Y tuvieron descendencia en que sigue la casa del Castellar.
  2. José Ramírez de Saavedra y Ulloa, de quien se hablará más abajo, pues fue el I marqués de Rivas.
  3. Beatriz de Saavedra, dama de la reina Isabel de Borbón, que tuvo por marido a Joaquín Carroz de Centellas y Calatayud, primer marqués de Nules y III de Quirra, fallecido en 1675, hijo de Gilaberto Carroz de Centellas y Mercader, II marqués de Quirra (título de Cerdeña), y de Jerónima de Calatayud y Bou. Algunos autores atribuyen a esta señora un segundo matrimonio, pero es error.[42] No tuvo descendencia.
  4. Teresa de Saavedra, monja en el convento del Corpus Christi, fundado por su abuela,
  5. y otra hija, también religiosa.
6. Y Baltasar Ramírez de Saavedra, que sigue.

El cuarto poseedor fue su hijo segundogénito:

• Baltasar Ramírez de Saavedra (1594-1615), caballero de Alcántara, que desde 1605 fue señor de la casa de Rivas por cesión que le hizo su madre, la condesa viuda del Castellar, antes de entrar monja jerónima. Murió mozo y con fama de santidad, en vida de su madre.

En 1615 —previa renuncia de Beatriz Ramírez de Mendoza, que ya era monja profesa en el Corpus Christi, y en virtud de lo capitulado para su casamiento— en la casa de Rivas sucedió un sobrino de Baltasar: José Ramírez de Saavedra, hijo segundo del V conde del Castellar. Que fue desde 1628 el primer señor jurisdiccional de la villa, y desde 1641 el primer marqués.

### Marqueses de Rivas
Concesionario del marquesado

El título de marqués fue concedido en 1641 por el rey Felipe IV en favor de:

• José Ramírez de Saavedra y Ulloa (1612-1662), primer marqués de Rivas, que nació en Córdoba en 1612, fue vecino de esta ciudad y falleció en su villa de Rivas el 4 de mayo de 1662. Arriba filiado como nieto de la tercera poseedora del mayorazgo, hijo segundo de los V condes del Castellar. Fue caballero de la Orden de Santiago y alcaide de la fortaleza de los Bodonales en la de Alcántara, maestre de campo... capitán general de la Artillería del Ejército de Aragón, Fue menino. En 1615, siendo de muy tierna edad, sucedió en el mayorazgo de Rivas, y en 1628 obtuvo el señorío jurisdiccional de esta villa por merced del rey Felipe IV. A finales de 1629, con 17 de edad, acompañó a su tío el marqués de Leganés (cuñado de su padrastro). Herido y preso en la Batalla de Les Avins (1635). Casó con Amalia de Agramonte y Velasco, nacida hacia 1615 y fallecida el 16 de febrero de 1668.

Segundo marqués

En 1662 sucedió su hijo

• Francisco José Ramírez de Saavedra y Agramonte (o Arias de Saavedra y Ramírez, n.c.1645), II marqués de Rivas, que casó con Mariana Sarmiento de Sotomayor, de la familia de los condes de Salvatierra.

Tercer marqués

Tuvieron por hijo y sucesor a

• Lorenzo Ramírez de Saavedra y Sarmiento (o Arias de Saavedra y Ramírez, c.1675-c.1730), III marqués de Rivas, natural de Cangallo en el reino del Perú.

Casó en 1702 con Luisa María de Saavedra Cerón y Vargas, señora de la Picadilla en el reino de Sevilla, natural de la ciudad de Écija y viuda a la sazón de Lorenzo Pablo de Eceiza y Langarica, primer marqués de Villaverde. Hija de Alonso de Saavedra, señor de la Picadilla y regidor perpetuo de Écija, y de Teresa de Cárdenas, su mujer, y nieta de Felipe de Saavedra Cerón y Vargas, caballero de Alcántara y veinticuatro de Córdoba, y de Isabel de Henestrosa y Aguilar, señora de la Picadilla, natural de Écija. Tuvieron por hijas a
1. Mariana Ramírez de Saavedra, que sigue,
2. Luisa de Saavedra
3. y María de las Mercedes de Saavedra.

Cuarta marquesa

Hacia 1730 sucedió su hija

• Mariana Ramírez de Saavedra o Arias de Saavedra y Ramírez (1704-1737), IV marquesa de Rivas, que nació en Sevilla el 10 de noviembre de 1704 y falleció en 1737.

Casó con Martín Gregorio Pérez de Saavedra y Corral, II marqués del Villar, natural y veinticuatro de Córdoba. Este señor era hermano de María Antonia Pérez de Saavedra y Corral, que fue doblemente cuñada de Mariana Ramírez, pues en 1733 casó con un hermano uterino suyo: Alonso María de Eceiza y Saavedra, II marqués de Villaverde (hijo del primer matrimonio de su madre, la señora de la Picadilla). Martín y Antonia fueron hijos de Juan Francisco Pérez de Saavedra Feijóo y Novoa, primer marqués del Villar, caballero de Calatrava y maestrante de Sevilla, natural y veinticuatro de Córdoba, y de Francisca María del Corral y de la Cerda, su mujer, de igual naturaleza, señora de la villa de Santa Cruz de los Llanos; nietos de Luis Pérez de Saavedra Feijóo y Novoa y de Sebastiana Suárez de Saavedra, y maternos de Gonzalo Gaspar del Corral Guzmán y Saavedra, de los señores de la villa de la Reina, caballero de Santiago, veinticuatro de Córdoba, y de Ana María Cortés de Mesa y de la Cerda, su segunda mujer, poseedora de un cuantioso mayorazgo en la misma ciudad.

Quinta marquesa

En 1737 sucedió su hija única

• Antonia Ramírez de Saavedra (o Pérez o Arias de Saavedra y Ramírez, c.1730-c.1770), V marquesa de Rivas y III del Villar, natural de Córdoba.

Casó con Luis Pérez de Saavedra y Tamariz Martel, su primo segundo, natural de Écija, hijo de Juan Antonio Pérez de Saavedra y Osorio, natural y veinticuatro de Córdoba, procurador por esta ciudad en las Cortes de Castilla de 1760 y en la jura del príncipe de Asturias (futuro rey Carlos IV), y de Rosa Tamariz Martel y Bernuy, su mujer, natural de Écija; nieto del capitán Luis Pérez de Saavedra y Feijóo, caballero de Calatrava, natural de Córdoba y hermano del primer marqués del Villar, y de Manuela Osorio de Guzmán, que lo era de Sevilla, y materno de Fernando Tamariz Martel y Angulo, caballero de Calatrava, y de Juana Tamariz Martel y Bernuy, consortes, primos carnales y naturales de Écija, y ella nieta materna del primer marqués de Benamejí. Tuvieron tres hijos:
1. Juan Martín Pérez de Saavedra y Ramírez, que sigue y fue el primer duque,
2. Joaquina Pérez de Saavedra
3. y Mariana Pérez de Saavedra. Los tres eran menores y huérfanos de madre en el año de 1771, según consta de un pleito que su padre litigaba en nombre de ellos.[53]

### Duques de Rivas
Concesionario del ducado

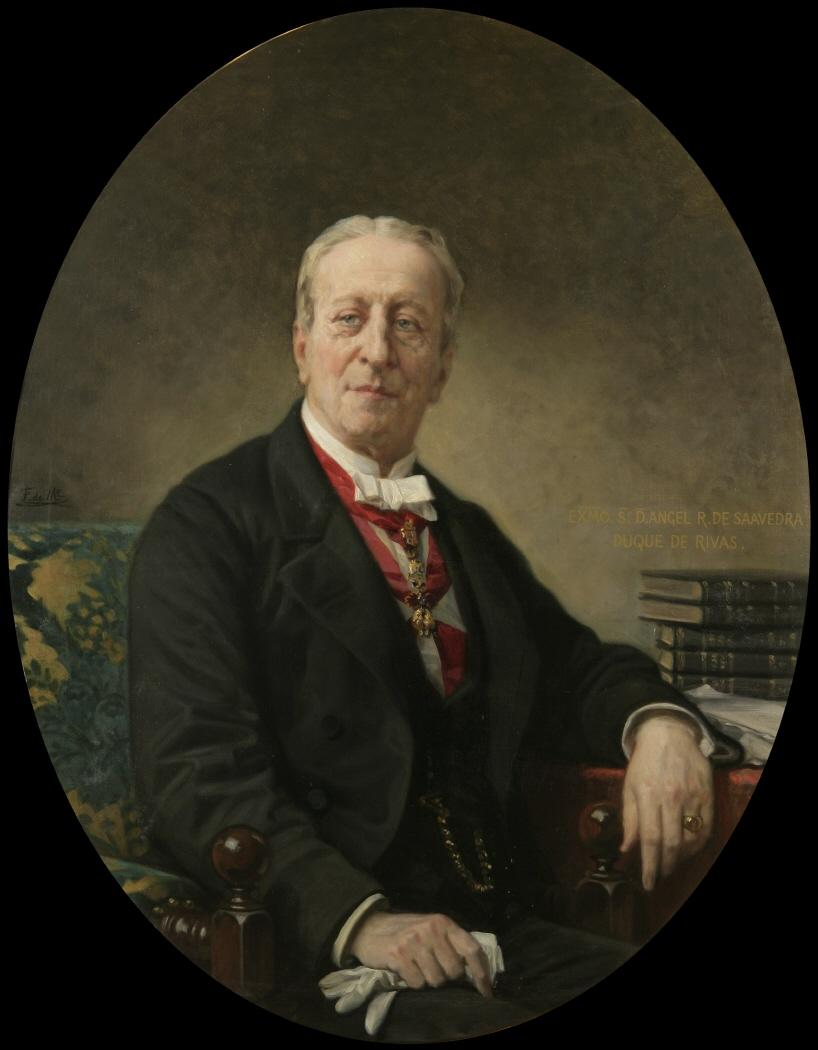
Ángel Pérez de Saavedra Ramírez y Remírez de Baquedano, III duque de Rivas (1791-1865), dramaturgo y poeta del romanticismo español. Fue diputado a Cortes, senador y prócer del Reino, embajador en Nápoles y en París, ministro de la Gobernación y de Marina, presidente del Consejo de Ministros y del Consejo de Estado, director de la Real Academia Española y académico también de la Historia, caballero de las Órdenes del Toisón de Oro, Santiago y Malta y gran cruz de la de Carlos III. Retrato por Federico de Madrazo (c. 1881).

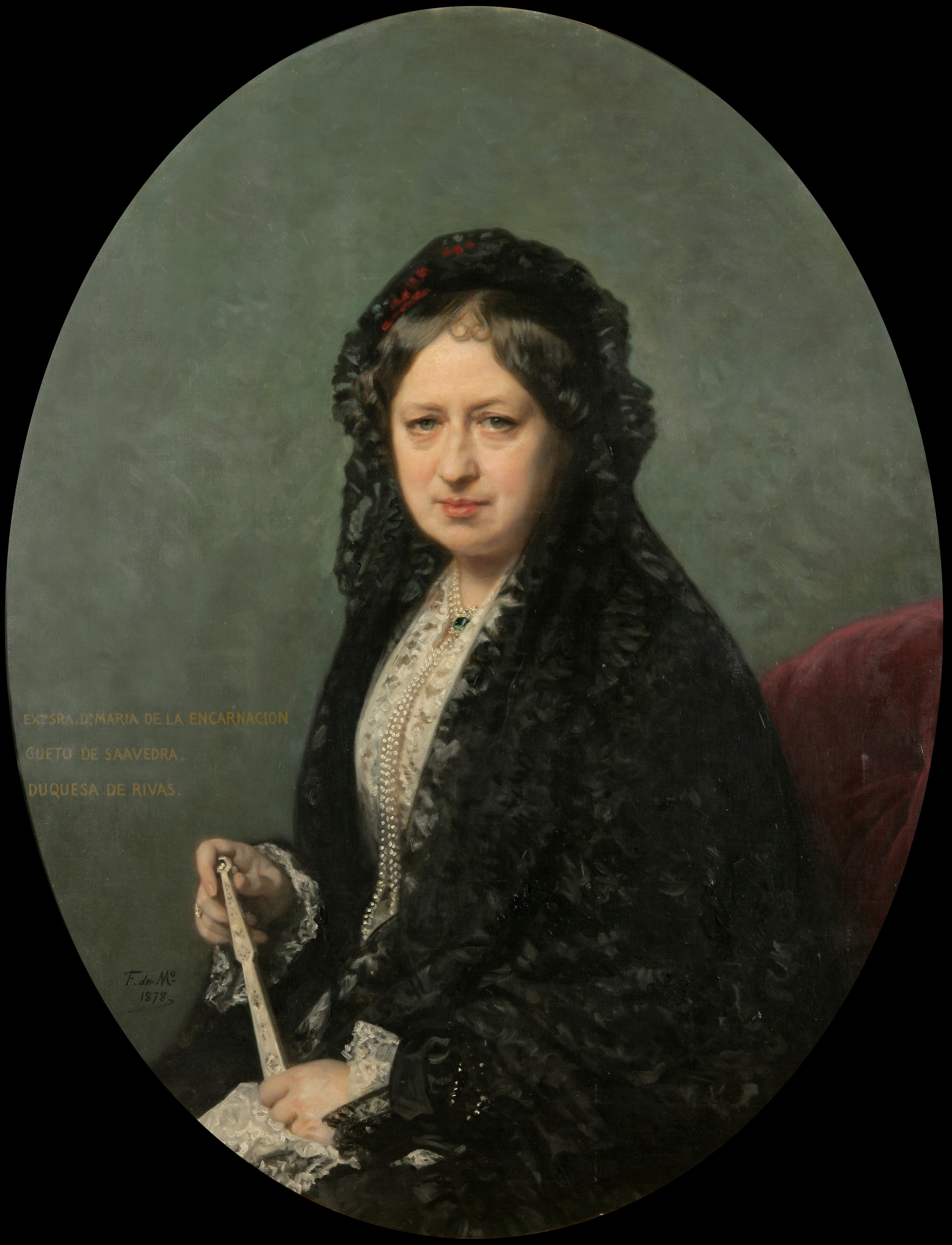
La Duquesa de Rivas. El autor de Don Álvaro o la fuerza del sino casó con María de la Encarnación de Cueto y López de Ortega (1806-1885), dama noble de María Luisa, que era hermana del también diplomático y escritor Leopoldo Augusto de Cueto, primer marqués de Valmar. Hija del brigadier de Artillería Gonzalo García de Cueto y Enríquez de Luna y de María de los Dolores López de Ortega y Prado. Este retrato de Madrazo (1878) hace pendant con el de su marido y ambos se conservan en el Museo del Romanticismo (Madrid).

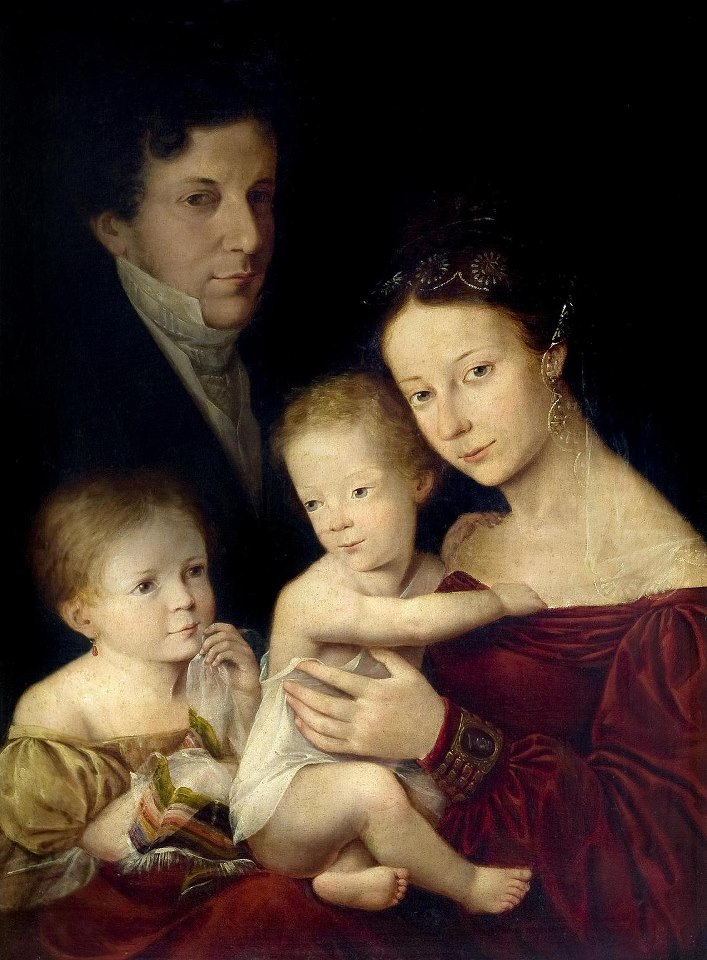
El III duque de Rivas fue también pintor, arte en la que tuvo por maestro a José López Enguídanos. En este autorretrato de 1830 aparece con María de Cueto, su mujer, y con sus hijos Octavia y Enrique: los dos mayores de la enéada que tuvieron. Años después, el ilustre escritor se ufanaría de haber procreado hijos «suficientes para bailar un rigodón, y el músico que les acompañe». En efecto —comentaba el marqués de Valdeiglesias— sus vástagos «podían formar cuatro parejas de rigodón, siendo el músico el quinto de los varones [sic, pero segundo]: aquel simpático don Gonzalo, marqués de Bogaraya, que tocaba muy bien la flauta y era un artista». Los nueve ostentaron títulos de Castilla, cuatro de ellos con grandeza.

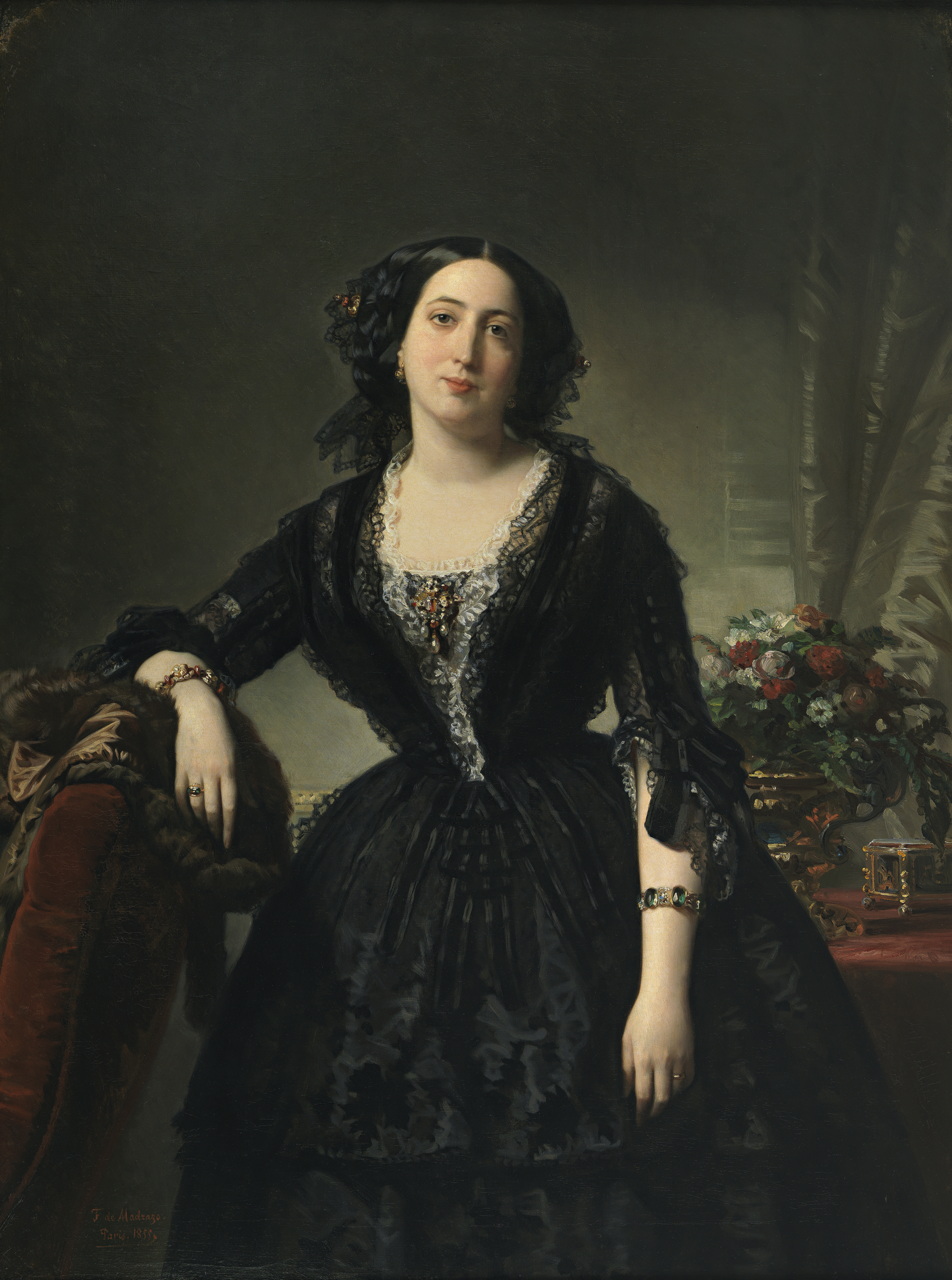
La Marquesa de Montelo (1855). Retrato por Federico de Madrazo. Museo del Prado (Madrid). María de los Dolores de Aldama y Alfonso estaba casada con su primo carnal José Ramón de Alfonso y García de Medina (1810-1881), primer marqués de Montelo, natural de La Habana. Su hija Celina de Alfonso y Aldama (1839-1919), de la Orden de María Luisa, casó en 1864 con Enrique Ramírez de Saavedra y Cueto (1828-1914), IV duque de Rivas.

El título de duque fue concedido en 1793 por el rey Carlos IV en favor de
• Juan Martín Pérez de Saavedra y Ramírez (1758-1802), VI y último marqués y I duque de Rivas de Saavedra, IV marqués del Villar, grande de España, caballero gran cruz y pensionista de la Orden de Carlos III, patrono del Convento de San Onofre de Málaga, gentilhombre de Cámara de S.M. con ejercicio y servidumbre y caballerizo mayor del príncipe de Asturias. Nació en Córdoba el 21 de octubre de 1758 y falleció en Barcelona el 28 de septiembre de 1802.

Casó en Madrid el 29 de mayo de 1782 con María Dominga Remírez de Baquedano Zúñiga y Quiñones, XI marquesa de Auñón, V de Andía, V de Villasinda y de la Rivera del Tajuña, condesa de Sevilla la Nueva, señora de la Aldehuela de Liestos en Aragón, del palacio y montes de Urbasa y del de San Martín de Améscoa, ambos en Navarra. Nació el 25 de mayo de 1763 en Madrid, donde falleció el 8 de marzo de 1848. Era hermana de Guillermina, la consorte del duque de Veragua, e hija y sucesora de Juan Antonio Remírez de Baquedano y Zúñiga (1722-1786), IV marqués de Andía, X de Auñón y de la Rivera, regidor perpetuo de León, correo mayor de las Provincias Vascongadas, mayordomo del rey y primer caballerizo de la princesa de Asturias, natural de Guadalajara, y de Petra de Quiñones Álamos y Miranda, su mujer, IV marquesa de Villasinda y condesa de Sevilla la Nueva, natural de Valladolid; nieta de Juan Francisco Remírez de Baquedano Raja y Liédena, III marqués de Andía, caballero de Calatrava y también mayordomo del rey y primer caballerizo de la princesa de Asturias, natural de Rípodas en la merindad de Sangüesa, reino de Navarra, y de María Teresa de Zúñiga y Molina, su primera mujer, marquesa de la Rivera de Tajuña, nacida en Guadalajara, y materna de José Antonio de Quiñones y de Eugenia de Álamos y Miranda, II marquesa de Villasinda, naturales de León. Padres de
1. Juan Remigio de Saavedra y Remírez de Baquedano, que sigue.
2. Ángel de Saavedra y Remírez de Baquedano, que seguirá.
3. Y María de la Candelaria de Saavedra y Remírez de Baquedano (1794-1879), condesa de Sevilla la Nueva y vizcondesa de Mamblas,[56] dama noble de María Luisa, que casó en 1823 con José María Ruiz de Arana y Álvarez (1791-1873), natural de Cádiz, ministro plenipotenciario de S.M.C. y su primer introductor de embajadores, senador del Reino, caballero gran cruz de la Orden de Carlos III, cruces de Isabel la Católica, de San Miguel de Baviera y de la Pontificia de San Gregorio Magno, comendador de la de Cristo portuguesa y de la danesa de Dannebrog, gran oficial de la Legión de Honor francesa, gentilhombre de Cámara de S.M. Padres de
  1. José María Ruiz de Arana y Saavedra, VIII conde de Sevilla la Nueva y II vizconde de Mamblas, teniente coronel de Caballería, senador vitalicio, embajador de la regente María Cristina cerca del papa León XIII, caballero de Malta, maestrante de Zaragoza y gran cruz de Carlos III, gentilhombre de Cámara de S.M. Casó el 25 de febrero de 1859 con María Rosalía Osorio de Moscoso y Carvajal, XIV duquesa de Baena, X marquesa de Castromonte, condesa de Nieva, grande de España, condecorada con la Cruz Estrellada de Austria y la banda de Santa Isabel de Portugal, dama de las reinas Isabel II, Mercedes, Cristina y Victoria. Nacida en París el 18 de marzo de 1840 y finada en Madrid el 19 de noviembre de 1918, hija menor de Vicente Pío Osorio de Moscoso y Ponce de León, XV conde de Altamira y de Cabra, duque de Atrisco, de Montemar, de Maqueda, de Sanlúcar la Mayor, de Medina de las Torres, de Baena, de Sessa, marqués de Astorga, de Velada, etc., catorce veces grande de España, gran almirante de Nápoles, y de María Luisa de Carvajal y Queralt, su mujer, de los duques de San Carlos, dama de la reina y de la Orden de María Luisa. Con descendencia.[57]
  2. Y Juana María de la Encarnación Ruiz de Arana y Saavedra, que casó en 1850 con Juan Nepomuceno Jordán de Urríes y Salcedo, V marqués de Ayerbe, VII de Rubí y VI de Lierta, conde de San Clemente, grande de España, hijo de Pedro Ignacio Jordán de Urríes y Palafox Fuembuena, anterior poseedor de dichos títulos, y de María Luisa de Salcedo y Urquijo. Con posteridad.

Segundo duque

En 1802 sucedió su hijo

• Juan Remigio Pérez de Saavedra Ramírez y Remírez de Baquedano. II duque de Rivas de Saavedra y XII marqués de Auñón, grande de España de 2.ª clase. Murió sin descendencia antes que su madre, quien le había cedido en vida dicho marquesado. 

Tercer duque

En 1834 sucedió su hermano

• Ángel Pérez de Saavedra Ramírez y Remírez de Baquedano (1791-1865), III duque de Rivas de Saavedra, VI marqués de Andía y VI de Villasinda, promovido a la grandeza de España de 1.ª clase, natural de Córdoba, alumno del Real Seminario de Nobles de Madrid, embajador de S.M.C. en Nápoles, y en París, diputado a Cortes, senador electo y vitalicio y prócer del Reino, ministro de la Gobernación y de Marina, presidente del Consejo de Ministros y del Consejo de Estado, director de la Real Academia Española y académico también de la Historia, caballero de las Órdenes del Toisón de Oro, Santiago y Malta y gran cruz de la de Carlos III. Notable poeta y dramaturgo del romanticismo español. Nació en Córdoba el 10 de marzo de 1791 y finó en Madrid el 22 de junio de 1865.

Casó en 1825 con María de la Encarnación de Cueto y López de Ortega (1806-1885), dama noble de María Luisa, que era hermana del diplomático y escritor Leopoldo Augusto de Cueto, primer marqués de Valmar, e hija del brigadier de Artillería Gonzalo García de Cueto y Enríquez de Luna y de María de los Dolores López de Ortega y Prado. Tuvieron nueve hijos:
1. Octavia de Saavedra y Cueto, marquesa de la Rivera, dama noble de María Luisa, que nació en La Valeta (Malta) el 4 de noviembre de 1826 y murió en Madrid el 10 de marzo de 1900.[63] Casó en Madrid el 25 de noviembre de 1848 con el diplomático Juan Ximénez de Sandoval y Crame (c.1805-1900), ministro plenipotenciario de S.M.C. en las cortes reales de Lisboa y Berlín y en las imperiales de México y San Petersburgo, caballero de la Orden de Malta, comendador de Isabel la Católica y grandes cruces de las de Carlos III, Cristo de Portugal y Santa Ana de Rusia; miembro también de las del Águila Roja de Prusia y el León Neerlandés, y de la Legión de Honor francesa.[64] Nacido en la Nueva España, era hijo de Juan José Ximénez de Sandoval, ministro tesorero de la Real Hacienda de Sombrerete en el reinado de Carlos IV. Con descendencia en que sigue el marquesado de la Rivera.[65]
2. Enrique Ramírez de Saavedra y Cueto, que sigue.
3. Malvina de Saavedra y Cueto (1829-1862), VII marquesa del Villar, nacida el 30 de septiembre de 1829 y finada el 18 de octubre de 1862.[63] Casó en París el 11 de noviembre de 1857 con Francisco Caballero y Rozas, que después de viudo fue creado primer marqués de Torneros, senador vitalicio, alcalde de Madrid, caballero de Santiago, del Cuerpo de la Nobleza de Madrid y grandes cruces de Carlos III e Isabel la Católica, ministro del Consejo de las Órdenes. Con posteridad.[66]
4. Gonzalo de Saavedra y Cueto (1831-1899), VI marqués de Bogaraya, comandante de Caballería, diputado a Cortes, alcalde y gobernador civil de Madrid y presidente de esta Diputación Provincial, caballero maestrante de Zaragoza y grandes cruces de Carlos III e Isabel la Católica, gentilhombre de Cámara de S.M. con ejercicio, que nació el 12 de agosto de 1831 y murió el 13 de enero de 1899.[63] Casó el 26 de junio de 1857 con Fernanda de Gaviria y Gutiérrez, viuda de Ricardo Soriano. Ella murió sin prole el 19 de octubre de 1915[63] y era hija de Manuel de Gaviria y Alcoba, II marqués de Gaviria y I conde de Buena Esperanza, y de María Gutiérrez Tejedor.
5. Corina de Saavedra y Cueto (1834-1933), dama de la reina, que nació en Villanueva (¿de Alcardete o de Bogas?, Toledo) el 28 de diciembre de 1834[63] y finó en Madrid el 10 de enero de 1933.[67] Casó en 1859 con Jacobo Ozores y Mosquera (1830-1901), XIV señor de la Casa de Rubianes, grande de España, VIII marqués de Aranda y de Guimarey,[68] senador vitalicio, gran cruz de Carlos III y maestrante de Sevilla, gentilhombre de Cámara de S.M. con ejercicio y servidumbre. Con prole que volveremos a citar.[69]
6. Leonor de Saavedra y Cueto (n.1836), que nació en Sevilla el 19 de septiembre de 1836.[63] Casó en Madrid el 1.º de julio de 1854 con Narciso Antonio de Heredia y Heredia (1832-1912), II marqués de Heredia, grande de España,[63][70] senador por derecho propio, caballero de Malta y gran cruz de Carlos III, maestrante de Granada, gentilhombre de Cámara de S.M. con ejercicio y servidumbre, hijo de Narciso de Heredia y Peralta, primer conde de Doña Marina, de los condes de Ofalia, y de Josefa de Heredia y Cerviño, su mujer y prima, de los condes de Heredia Spínola. Con prole.[71]
7. Ramiro de Saavedra y Cueto (1838-c.1895), primer marqués de Villalobar, diputado a Cortes, maestrante de Zaragoza, que nació el 28 de septiembre de 1838 y ya era difunto en 1917.[63] Casó el 21 de enero de 1863 con Valentina Vinent y O' Neill,[63] que durante su matrimonio fue amante del rey de España Amadeo de Saboya, naciendo supuestamente de esta unión el menor de sus hijos: Antonio.[72] Era hermana de Isabel Vinent y O' Neill, II marquesa de Vinent y consorte del de Hoyos, e hija de Antonio Vinent y Vives, primer marqués de Vinent, y de Ana O'Neill y Alves. Fueron padres de seis varones:
  1. Rodrigo de Saavedra y Vinent (1864-1926), II marqués de Villalobar, diplomático, ministro plenipotenciario de Alfonso XIII en Washington y Lisboa, y su embajador en Bruselas, donde desempeñó una brillante misión durante la Gran Guerra. Fue gentilhombre de cámara de dicho rey, caballero maestrante de Zaragoza, gran cruz de las Órdenes de Carlos III e Isabel la Católica, y miembro también de la belga de Leopoldo, la Victoriana británica y la pontificia de San Gregorio Magno, así como de la Legión de Honor francesa. Nació en Madrid el 4 de enero de 1864 con minusvalías físicas que le obligaron a usar prótesis ortopédicas durante toda su vida, y falleció en Bruselas, siendo allí embajador, el 9 de julio de 1926. El gobierno belga le honró con un funeral de estado, y fue enterrado en Madrid. Casó tardíamente en dicho reino, año de 1911, con María de la Aurora Ozores y Saavedra (1871-1939), su prima carnal, VIII marquesa de Guimarey y marquesa viuda de Casa-Pavón, hija de los señores de Rubianes, que después casó con el marqués de Monsolís y falleció tres veces viuda en 1939. Con posteridad.[73]
  2. José (1866-1870) y
  3. N, de Saavedra y Vinent (1867-1870), que ambos murieron de tierna edad en Madrid, febrero de 1870.
  4. Alonso de Saavedra y Vinent, comandante de Caballería, que nació en Mahón en 1868 y falleció en Madrid en 1927. Casó con María de la Asunción Lombillo y Pedroso (1862-1923), hija de Blas Lombillo y Ramírez de Arellano, conde de Casa Lombillo, y de Montserrat Pedroso y Pedroso. Con prole.[74]
  5. Fernando de Saavedra y Vinent (1871-1894), que no dejó descendencia.
  6. Y Antonio de Saavedra y Vinent, inspector de los Reales Patrimonios, que nació en Madrid el 14 de enero de 1873 y falleció en Burgos en 1950. Se atribuye su paternidad al rey Amadeo I.[72] Casó en Guadalajara año de 1901 con María del Rosario Rodríguez Cascajero (1883-1945), natural de esta ciudad. Con sucesión.[75]
8. Teobaldo de Saavedra y Cueto (1839-1898), primer marqués de Viana, grande de España, diputado a Cortes, concejal del Ayuntamiento de Madrid y gobernador civil de esta provincia, senador vitalicio del Reino, gran cruz de Carlos III, maestrante de Sevilla y presidente del Real Cuerpo de la Nobleza de Madrid, que nació en Sevilla el 14 de noviembre de 1839 y expiró en Moratalla (Córdoba) el 23 de diciembre de 1898.[63] Por cesión de su hermano primogénito poseyó el palacio familiar de Madrid, que a raíz de ello empezó a llamarse Palacio de Viana. Casó en Burdeos el 28 de septiembre de 1873[63] con María del Carmen Pérez de Barradas y Bernuy, viuda sin prole y heredera de la cuantiosa fortuna de Juan Bautista Cabrera y Bernuy, marqués de Villaseca. Era hermana de Ángela, la famosa duquesa de Medinaceli, e hija de Fernando Pérez de Barradas y Arias de Saavedra, IX marqués de Peñaflor, y de María del Rosario Bernuy y Aguayo, su mujer, de los marqueses de Benamejí y condes de Villaverde la Alta. Sin prole.
9. Y Fausto de Saavedra y Cueto (1842-1880), primer conde de Urbasa, capitán de fragata de la Armada, que nació en Sevilla el 29 de mayo de 1842 y falleció en Madrid el 21 de abril de 1880.[63] Casó en Aranjuez el 24 de junio de 1869, en la capilla de la casa del Marqués de Salamanca, con María Fernanda de Salamanca y García, nacida en dicha casa el 9 de julio de 1849, hija de Jaime de Salamanca y Mayol y de Casimira García, su mujer. A raíz de su casamiento, Fausto y Fernanda quedaron bajo la protección del magnate José de Salamanca y Mayol, tío carnal de ella y primer marqués de Salamanca, con quien vivían en su palacio madrileño del paseo de Recoletos. Fernanda murió en 1877 a los 28 de edad, y su viudo, de salud precaria, permaneció con el marqués los tres años que la sobrevivió. Tuvieron dos hijos, que al morir su padre quedaron bajo tutela de su abuela, la duquesa viuda de Rivas, y después bajo la de su tío Teobaldo:[76]
  1. José de Saavedra y Salamanca (Pepe, 1870-1927), II marqués de Viana y II conde de Urbasa, grande de España, caballerizo y montero mayor del rey Alfonso XIII, sumiller de corps y jefe superior de Palacio, senador por derecho propio, caballero del Toisón de Oro y gran cruz de Carlos III, que nació el 7 de abril de 1870 en Madrid, donde finó el 5 de abril de 1927. Casó en 1896 con María de la Visitación Mencía de Collado y del Alcázar, IX marquesa del Valle de la Paloma, hija de Fermín de Collado y Echagüe, II marqués de la Laguna, concesionario de la grandeza de esta casa, I vizconde de Jarafe, y de María de la Concepción del Alcázar y Nero, su mujer, condesa de Montalvo, de los duques de la Roca. Por los derechos de esta señora, sus descendientes heredarían, además de su título, los de duque de la Roca y marqués de la Laguna (ambos con grandeza), marqués de Villaviciosa y de Coquilla, conde de Castroponce y vizconde de Jarafe. Con sucesión.[77]
  2. Y Beatriz de Saavedra y Salamanca, que casó con Gonzalo Ozores y Saavedra, su primo carnal, XV señor de la Casa de Rubianes y IX marqués de Aranda, grande de España, quien volvió a casar con María de los Ángeles Santamarina Romero. El marido había nacido el 3 de diciembre de 1863 en Madrid, donde falleció el 19 de diciembre de 1958; era hijo de su tía Corina, antes citada, y hermano de Aurora, la marquesa de Guimarey, también citada porque casó en segundas con otro nieto del III duque: Rodrigo de Saavedra y Vinent, marqués de Villalobar. Tuvieron posteridad en que siguen dicha casa y grandeza.

Cuarto duque

Por real carta de 18 de septiembre de 1866, sucedió su hijo

• Enrique Ramírez de Saavedra y Cueto (1828-1914), IV duque de Rivas, grande de España de 1.ª clase, XIII marqués de Auñón, VII de Andía, VII de Villasinda y de Bogaraya, senador del Reino electo y vitalicio, ministro plenipotenciario de S.M.C. en Florencia, académico numerario de la Española y de la de Buenas Letras de Sevilla, caballero de la Orden del Toisón de Oro, gran cruz de la de Carlos III y maestrante de Sevilla, gentilhombre de Cámara de S.M. con ejercicio y servidumbre. Nació en La Valeta (Malta) el 13 de septiembre de 1828 y falleció en Madrid el 7 de noviembre de 1914.

Casó en París el 10 de agosto de 1864 con María Celina de Alfonso y Aldama (1839-1919), dama noble de María Luisa, nacida en la capital francesa el 5 de diciembre de 1839 y fallecida en Madrid el 14 de febrero de 1919, hija de José Ramón de Alfonso y García de Medina (1810-1881), primer marqués de Montelo, natural de La Habana, y de María de los Dolores de Aldama y Alfonso, su mujer y prima carnal, nacida en Matanzas y hermana del primer marqués de Santa Rosa; nieta de Miguel Luis de Alfonso y Soler y de María del Carmen García de Medina y Bonilla, su primera mujer, y materna de Domingo de Aldama y Aréchaga y de María Rosa de Alfonso y Soler, todos naturales de Cuba. Vivieron en una casa de la madrileña calle de Don Pedro, donde después tuvieron su residencia los marqueses de Torre Hermosa. Y procrearon tres hijos:
1. Hernán Ramírez de Saavedra y Alfonso (1865-1904), VIII marqués de Bogaraya, que nació primogénito en París el 22 de octubre de 1865 y murió soltero en vida de su padre el 5 de marzo de 1904.[63]
2. María del Consuelo de Saavedra y Alfonso (1869-1911), nacida en París el 11 de marzo de 1869 y fallecida el 28 de enero de 1911, en vida de su padre.[63] Casó en Madrid el 29 de agosto de 1896 con Gabriel de Anduaga y Egusquiza, señor de la casa de Anduagabeitia, nacido en Madrid el 29 de junio de 1870 y que falleció el 24 de enero de 1942, habiendo contraído segundo matrimonio en 1933 con Emilia Uhagón y Loynaz. Hijo de Gabriel de Anduaga y Anduaga y de Consuelo de Egusquiza y Barrena.[63] Tuvieron tres hijas:
  1. María del Consuelo Ramírez de Saavedra y Anduaga, que sigue y fue V duquesa de Rivas.
  2. Elsa de Anduaga y Saavedra, III marquesa de Montelo, que nació en Aranjuez el 19 de noviembre de 1898[63] y falleció en Bayona el 15 de noviembre de 1938. Casó en Madrid el 7 de mayo de 1929 con Francisco José Belda y Méndez de San Julián (1888-1935), secretario general del Banco de España, académico de la Real de Jurisprudencia y Legislación, que falleció el 28 de octubre de 1935, hijo primogénito de Francisco José Belda y Pérez de Nueros, subgobernador de dicho banco, medalla de oro al Trabajo, y de Rosa María Méndez de San Julián y Belda, su mujer y prima, III marquesa de Cabra. Con posteridad en que sigue este título. También se sucedió en esta línea por dos generaciones más el marquesado de Montelo, hasta que en 2015 volvió a la línea mayor por sentencia que lo adjudicaba al actual duque de Rivas.[84]
  3. Y Blanca de Anduaga y Saavedra, nacida en Madrid el 11 de septiembre de 1902.[63] Vivía en el año 1917, pero debió de morir joven y soltera.
3. Y María de la Clemencia Ramírez de Saavedra y Alfonso, VIII marquesa de Villasinda, que nació en París el 21 de enero de 1874[63] y falleció en Madrid el 29 de mayo de 1946. Casó el 16 de mayo de 1898 en la capilla del palacio episcopal de Madrid con el diplomático y escritor Luis Valera y Delavat, ministro plenipotenciario de S.M.C. en Rusia y Portugal, y su embajador cerca de la Santa Sede, caballero de la Orden Piana, grandes cruces de las de Carlos III, Isabel la Católica y el Mérito Militar, gran oficial de la Legión de Honor, gentilhombre de Cámara de S.M. con ejercicio. Nacido en Madrid el 5 de enero de 1870 y finado en Fuenterrabía el 30 de junio de 1926, era hijo del gran novelista y también diplomático[85] Juan Valera y Alcalá Galiano (1824-1905), de los marqueses de la Paniega, diputado a cortes y senador, académico de la Española y de Ciencias Morales, natural de Cabra, y de María de los Dolores Delavat y Arcos, su mujer, nacida en Río de Janeiro. Padres de
  1. Enrique Valera y Ramírez de Saavedra (1899-1947), XIV marqués de Auñón, diplomático de carrera con rango de ministro plenipotenciario, director general de Relaciones Culturales, comendador de la Órdenes de Isabel la Católica, el Mérito Civil y Alfonso X el Sabio, cruz del Mérito Militar, gran oficial de la pontificia de San Gregorio Magno y caballero de la de Cristo portuguesa, que nació en 1899 y falleció en Madrid el 13 de diciembre de 1947. Casó el 2 de diciembre de 1930 en la iglesia madrileña de la Concepción, con María Luisa de Muguiro y Pierrard (1907-1938), cuyos hermanos enteros Rafael y Santiago vistieron el hábito de Calatrava, hija de Rafael de Muguiro y Gallo de Alcántara y de Teresa de Pierrard y Urrutia, su segunda mujer. Con sucesión.
  2. Francisco Javier Valera y Saavedra, VII marqués de Bogaraya,[86] que casó con Ángela Pidal y Sancho-Mata,
  3. Beatriz Valera y Saavedra
  4. y María del Carmen Valera y Saavedra, que casó en Fuenterrabía el 19 de septiembre de 1932 con Francisco de Arróspide y Arróspide (1903-1945), IV duque de Castro Enríquez, conde de Montealegre y de Plasencia, marqués de Valfuerte,

Quinta duquesa

Por real carta de 15 de marzo de 1915 sucedió su nieta

• María del Consuelo Ramírez de Saavedra y Anduaga (1897-1970), V duquesa de Rivas, grande de España, VIII marquesa de Andía, que nació en Castellón de la Plana el 23 de junio de 1897 y falleció en Madrid el 6 de octubre de 1970. Alteró el orden de sus apellidos y adoptó el patronímico Ramírez al subrogarse en la primogenitura de la casa por muerte de su tío Hernán.

Casó en mayo de 1923 con Victoriano Sainz y de la Cuesta (1892-1950), diplomático de carrera, gentilhombre de Cámara del rey Alfonso XIII con ejercicio y servidumbre, nacido el 16 de noviembre de 1892 en Madrid, donde falleció el 17 de junio de 1950. Era hijo del banquero José Sáinz Hernando (1860-1949), accionista principal del Banco Sainz y consejero también del Banco de España, del Hipotecario, del Hispano Americano y de la Compañía Arrendataria de Tabacos, gran cruz del Mérito Civil y oficial de la Legión de Honor francesa, y de María del Patrocinio de la Cuesta y Alvarado, su mujer; nieto del ramaliego Enrique Sainz del Rivero (1808-1883), que  en 1856 fundó en Madrid la casa de banca familiar, y de Canuta Hernando y Burgos, y biznieto de Isidro Sainz de Rozas y de Juliana del Rivero y del Collado. De este matrimonio quedaron dos hijos:
1. José Victoriano Sainz y Ramírez de Saavedra, que sigue,
2. y Álvaro Sainz y Ramírez de Saavedra, IX marqués de Andía y IV de Oyra,[89] que nació en Madrid el 23 de mayo de 1927, donde casó en abril de 1957, basílica de San Francisco el Grande, con Myriam Martín y Santiago-Concha, nacida el 12 de octubre de 1933, hija de Antonio Martín Montis, marqués de Linares, y de Josefina de Santiago-Concha y Loresecha, su mujer, de los marqueses de Casa Madrid.

Sexto duque

Por carta de 2 de septiembre de 1972 sucedió su hijo

• José Victoriano Sainz y Ramírez de Saavedra (1924-2005), VI duque de Rivas, grande de España, III marqués de Santa Rosa del Río, académico de la Real de Córdoba, infanzón de Illescas, que nació en Madrid el 2 de marzo de 1924.

Casó en Madrid el 14 de octubre de 1957 con María de la Paz Armada y Comyn, hija de María del Sagrado Corazón, nacida en 1931 y que falleció viuda en Madrid el 24 de septiembre de 2020, hija del general Luis Armada y de los Ríos-Enríquez, marqués de Santa Cruz de Rivadulla, de los condes de Revillagigedo, caballero y trece de la Orden de Santiago y grandes cruces del Mérito Militar y de San Hermenegildo, y de María del Rosario Comyn y Allendesalazar, su mujer, de los condes de Albiz, cruz pro Ecclesia et Pontifice. Fueron padres de
1. José Sainz y Armada, que sigue,
2. Íñigo Sainz y Armada, IV marqués de Santa Rosa del Río, que nació en Madrid el 17 de mayo de 1962. Casó en 1989 con Elvira Hurtado de Mendoza y Cabrera, de la que está divorciado, hija de Leopoldo Hurtado de Mendoza y Sanz y de Magdalena Cabrera de Valenzuela. Hijos: Elvira, Íñigo y Sol Sainz y Hurtado de Mendoza.
3. María del Pilar Sainz y Armada, que nació en Madrid el 3 de agosto de 1963. Casada con el financiero Mariano Olaso Yohn, natural de Bilbao, hijo de Jorge de Olaso y García Ogara, de igual naturaleza, y de  Carmen Yohn Renobales, nacida en Portugalete. Con cuatro hijos: Jorge (marido de Casilda Martínez Esnaola), Pilar, Mariano y Carmen Olaso Sainz.
4. Y María de la Paz Sainz y Armada, que nació en Madrid el 19 de marzo de 1967 y contrajo matrimonio con José-León Lasarte y Alzúa, nacido en San Sebastián el 4 de agosto de 1957. Padres de Paz, Genoveva e Ignacio Lasarte Sainz.

#### Actual titular
Por real carta de 18 de mayo de 2005, sucedió su hijo

• José Sainz y Armada (Pepe, n. 1959), VII y actual duque de Rivas, VI marqués de Montelo, grande de España, que nació en Madrid el 3 de noviembre de 1959.

Está divorciado de Paloma Primo de Rivera y García-Lomas, hija de Fernando Primo de Rivera y Urquijo, conde de San Fernando de la Unión, y de María de la Asunción García-Lomas y Uhagón, su mujer. De cuyo matrimonio tiene cuatro hijos:
1. José Sainz y Primo de Rivera, primogénito (n. 1997),
2. Juan Sainz y Primo de Rivera (n. 2000),
3. Ignacio Sainz y Primo de Rivera (n. 2002)
4. y Santiago Sainz y Primo de Rivera.